# Pseudodiastylis ferox
Pseudodiastylis ferox är en kräftdjursart som beskrevs av William Thomas Calman 1905. Pseudodiastylis ferox ingår i släktet Pseudodiastylis och familjen Lampropidae. Inga underarter finns listade i Catalogue of Life.